# ريس دوغان
ريس دوغان (بالإنجليزية: Rhys Duggan)‏ هو لاعب اتحاد الرغبي نيوزيلندي، ولد في 31 يوليو 1972 في روتوروا في نيوزيلندا.

## وصلات خارجية
- ريس دوغان عل موقع إسبنسكروم (الإنجليزية)
- ريس دوغان على موقع ItsRugby.co.uk (الإنجليزية)